# Барское Александрово
Барское Александрово — опустевшая деревня в Весьегонском муниципальном округе Тверской области.

## География
Деревня находится в северо-восточной части Тверской области на расстоянии приблизительно 18 км на юг-юго-запад по прямой от районного центра города Весьегонск на левом берегу речки Кесьма.

## История
Известна с 1859 года, когда здесь было отмечено 10 дворов. До 2017 года входила в состав Пронинского сельского поселения, с 2017 по 2019 год входила в состав Ивановского сельского поселения до упразднения последнего.

## Население
Численность населения: 80 человек (1859 год), 0 как в 2002 году, так и в 2010.